# Pycnogonum asiaticum
Pycnogonum asiaticum är en havsspindelart som beskrevs av Müller, H.-G. 1992. Pycnogonum asiaticum ingår i släktet Pycnogonum och familjen Pycnogonidae. Inga underarter finns listade i Catalogue of Life.